# Dean Lukin
Dean Lukin OAM (* 26. Mai 1960 in Port Lincoln) ist ein ehemaliger australischer Gewichtheber.

## Leben
Dean Lukin stammte aus Port Lincoln, S.A./Australien. Bis zu seinem 15. Lebensjahr betrieb er hauptsächlich Schwimmen, Fußball, Basketball und Australian Football. Dann beabsichtigte der Trainer des Football Teams, Leon Holm, an der Schule, die Dean Lukin damals besuchte, eine Gewichtheber-Mannschaft aufzubauen und überredete Dean daran teilzunehmen. Es zeigte sich bald sein außerordentliches Potential für diese Sportart und ab diesem Zeitpunkt widmete er sich ganz dem Gewichtheben. Nach der Schule wurde Dean Lukin Thunfisch-Fischer, konnte aber immer wieder seinen Beruf mit dem Training vereinbaren. 1984 wurde er Olympiasieger im Superschwergewicht, allerdings fehlten bei diesem Wettbewerb aufgrund des Olympiaboykotts fast alle Konkurrenten aus dem Ostblock. Seinen Sieg stellte er damals durch eine imponierende Stoßleistung von 240 kg sicher, mit der er den nach dem Reißen mit 12,5 kg Vorsprung führenden Amerikaner Mario Martinez noch überholte. Diese Leistung lag 16 kg unter dem damaligen Weltrekord von Wassili Alexejew. Nach Beendigung seiner Gewichtheberlaufbahn nahm er durch eine gezielte Diät über 50 kg ab und arbeitet wieder als selbständiger Thunfisch-Fischer.
Für seine sportlichen Verdienste wurde Lukin 1985 mit der Medaille des Order of Australia ausgezeichnet.

## Internationale Erfolge
(OS = Olympische Spiele, SS = Superschwergewicht)
- 1982, 1. Platz, British Commonwealth Games, in Brisbane, SS, mit 377,5 kg, vor Bod Edmond, Australien, 347,5 kg und Bassey Ironbar, Nigeria, 320 kg;
- 1984, Goldmedaille, OS in Los Angeles, SS, mit 412,5 kg, vor Mario Martinez, USA, 410 kg und Manfred Nerlinger, Deutschland, 397,5 kg;
- 1986, 1. Platz, British Commonwealth Games in Edinburgh, SS, mit 392,5 kg, vor Dave Boldur, Kanada, 347,5 kg und Charles Gazzarella, Australien, 342,5 kg